# Roślina jednoosiowa

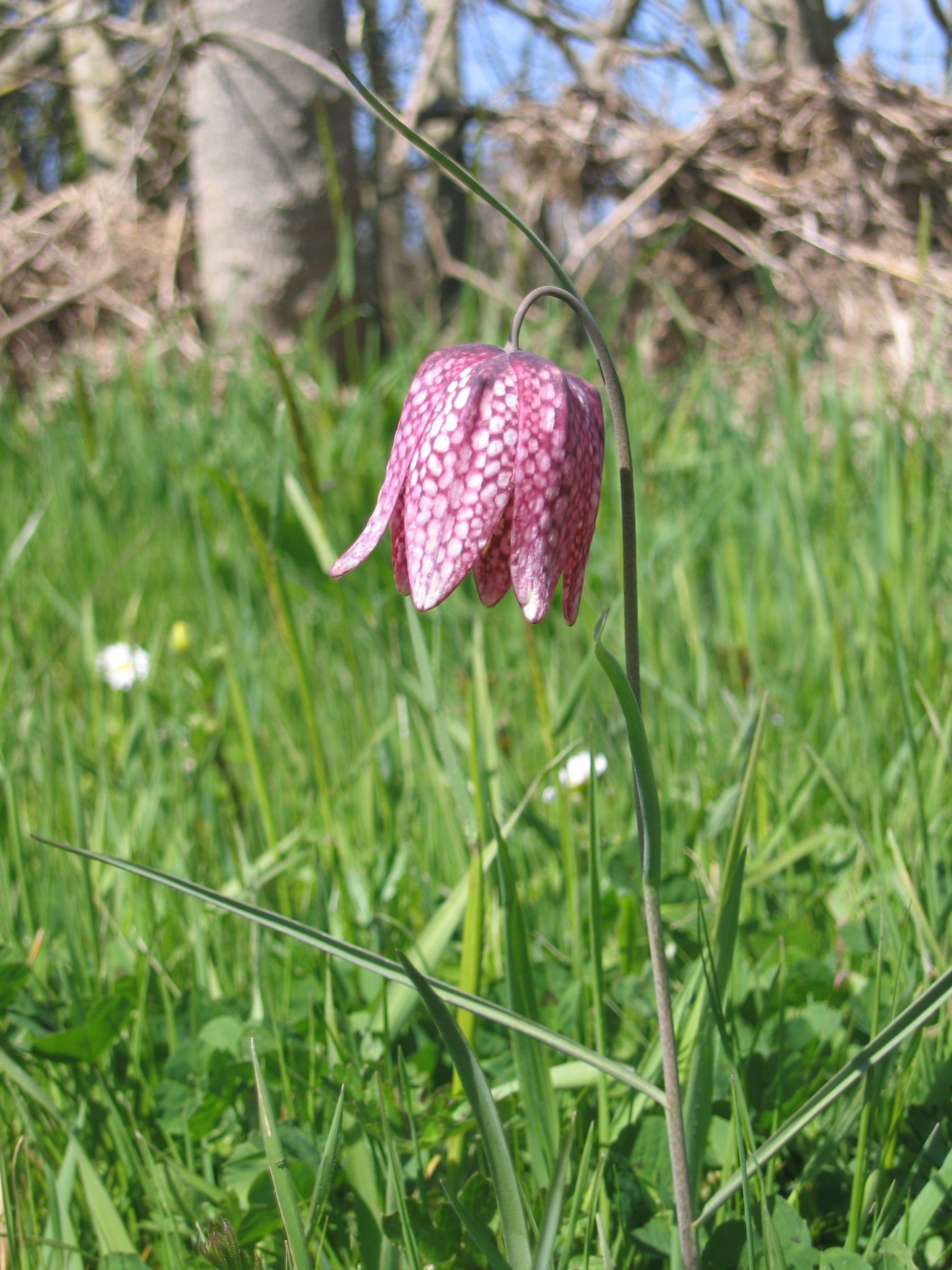
Szachownica kostkowata – przykład rośliny haplokaulicznej.

Roślina jednoosiowa, roślina haplokauliczna – roślina wytwarzająca organy rozmnażania (kwiat) na szczycie osi głównej (powstającej z pędu zarodkowego), zwykle nierozgałęziającej się (jak u tulipana Tulipa), czasem też rozgałęziającej się (jak u maku Papaver).